# Idus de Marzo (goleta)

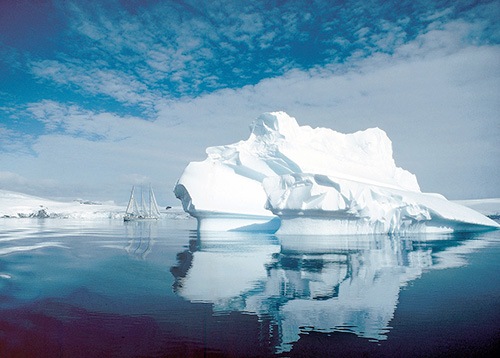
Goleta Idus de Marzo entre témpanos de hielo..

La Idus de Marzo es una goleta que llevó La primera expedición científica española al continente Antártico. 
La tripulación estaba formada inicialmente porː
- Javier Babé, madrileño, capitán y armador
- Santiago Martínez Cañedo, Asturiano, primer oficial, armador y Capitán de la marina mercante.
- Fernando Cayuela, vasco, 2º oficial.
- Sotero Gutiérrez, montañés, jefe de máquinas, experto en regatas de altura.
- Elías Meana, oficial radiotelegrafista.
- Xurxo Gómez, nostramo.
- Yosu Otazua, bermeano, cocinero.
- Diego Garcés, madrileño, marinero.
- José Mª Garcés, madrileño, marinero.
- Alfonso Gómez-Jordana Diaz-Merry, madrileño, periodista.

El día 14 de diciembre de 1982 la goleta partía del puerto de Candás, Asturias, inicialmente con una tripulación de ocho miembros al frente de la cual estaba el capitán Javier Babé y Santiago Cañedo, que contaba con la presencia de un periodista y dos biólogos. Después de escalas en Vigo, Las Palmas y Tenerife, desde donde navegaron rumbo al sur.
El 20 de febrero han llegado a Punta Arenas, puerto en el que se han embarcado otros ocho expedicionarios más. Después de aprovisionarse la goleta partió rumbo a Puerto Williams en la Tierra de Fuego. Seguidamente la Idus de Marzo pasó por el Cabo de Hornos y el Paso de Drake, llegando el 4 de marzo a las Islas Shetland del Sur, en la Antártida. La goleta recorrió otros lugares del continente como Isla Decepción, Bahía Yankee, Bahía Foster, visitando varias bases polares. 
Ya en el sur del continente americano embarcaron los siguientes expedicionarios, especialistas en diferentes materias y periodistasː
- Guillermo Cryns, hispano-belga, jefe de la expedición.
- Vicente Manglano, médico
- Félix Moreno Sorli, ingeniero.
- Antonio Guerra, ingeniero.
- Alberto Vizcaíno, asturiano, biólogo del Crinas.
- Catoño Martín, asturiano, biólogo del Crinas.
- Fernando L. Rodríguez, gallego, biólogo.
- Guillermo Díaz, físico.
- Joaquín Mariñas, geólogo.
- Jaime Ribes, representante del Ejército de Tierra.
- José C. Tuñon, representante de la Armada.
- Alfonso Jordana, periodista.
- José Castedo, técnico de TVE.
- Ángel Villarias, técnico de TVE.

La expedición también sufrió los rigores meteorológicos que se esperaban en una zona con un clima tan duro como el antártico, teniendo que hacer frente vientos de gran intensidad y vagas de mar, después de recorrer más de 17.000 millas, toco tierra en el puerto de Cádiz el día 9 de junio de 1983.
 La odisea de la goleta Idus de Marzo.